# Andreas Poppelier
Jan Andreas Poppelier, född 13 januari 1973 i Eskilstuna, är en svensk konstnär. 
Poppelier studerade vid Konstskolan Idun Lovén i Stockholm 1997-1998, Konsthögskolan i Malmö 1998-2003.
Separat har han ställt ut på bland annat Alma Löv Museum, Galleri Arnstedt i Östra Karup, Härnösands Konsthall, Galleri Domeij i Stockholm, Galleri Lars Olsen i Köpenhamn, Växjö konsthall, Haninge Konsthall, Ping-Pong gallery i Malmö och Pictura gallery i Lund. Han har medverkat i samlingsutställningarna Uppsamling på Uppsala konstmuseum, Sven-Harrys konstmuseum i Stockholm, Linköpings konsthall, Art Copenhagen i Danmark, Eskilstuna konstmuseum, Galleri Christoffer Egelund i Danmark, Landskrona museum, Skulpturparken Arnstedt i Östra Karup, Ystads konstmuseum och Open Art i Örebro.
Han har tilldelats Eva och Hugo Bergmans stipendiefond via Kungliga akademin för de fria konsterna 2003, Ellen Trotzigs stipendium 2005, Malmö Stads arbetsstipendium 2008, Längmanska Kulturfonden 2009, Helge Ax:son Johnsons Stiftelse 2009, Konstnärsnämndens 1-åriga arbetsstipendium 2010, Malmö Stads arbetsstipendium 2011, Konstnärsnämndens 2-åriga arbetsstipendium 2014.
Vid sidan av sitt eget skapande har han illustrerat bokomslag och varit kurator. Han anställdes 2015 i Värmland-projektet TÄNK om metoder och idéer för att få ut konsten i samhället, skolor, och publika rum med mera.
Poppelier är representerad vid Eskilstuna konstmuseum, Malmö museum, Region Skåne, Västernorrlands landsting, Sveriges allmänna konstförening, Apoteksbolaget, Malmö Opera, Nordea Danmark, Eskilstuna kommun, Linköpings kommun, Uppsala kommun och Östersunds kommun.